# Автомоделизм
Автомоделизм — вид спорта, хобби и технического творчества. Сейчас автомоделизм является достаточно широко распространённым по всему миру хобби. Кроме того, для кордовых и радиоуправляемых моделей проводятся соревнования разного уровня, вплоть до чемпионатов мира, а для кордовых моделей фиксируются рекордные показатели скорости.
Первые модели автомобилей появились вместе с прообразами машин. Так, отдельные изобретатели автомобиля начинали свои поиски с создания действующих моделей. В 1786 году молодой английский инженер Уильям Мёрдок продемонстрировал свою модель — малогабаритную паровую повозку высотой около полуметра. Под её паровым котлом зажигалась спиртовка и модель приводилась в движение, но она не могла быть управляемой.
В практике же, в отличие от автомодельного спорта, нет нужды в крупной сумме для спорта, выполнение менее технично, а проблем с покупкой самой модели или запчастей к ней нет (в большинстве случаев). К сути автомоделизма близко подходит коллекционирование масштабных моделей автомобилей, особенно сборных.

## Радиоуправляемые автомодели
Радиоуправляемые автомодели (также RC модели, англ. "Radio Controlled") управляются человеком при помощи аппаратуры управления. Такие модели получили широкое распространение благодаря реализму езды и ощущению настоящего автомобиля.
RC модели могут различаться по следующим признакам:
- По типу двигателя: ДВС (калильные или бензиновые) или электромотор (коллекторный или вентильный);
- По масштабу: 1:5, 1:8, 1:10, 1:12, 1:16, 1:18 (самые распространенные масштабы), 1:28 (Mini-Z);
- По классу: шоссейные (гоночные, дрифтовые), внедорожные с множеством подклассов (например, монстры, трагги, багги, траки, шорт-корсы, ралли, триалы, трофи).

Также существуют управляемые модели мотоциклов, квадроциклов, снегоуборочных тракторов, танков и прочей движущейся техники.

## Кордовые модели
Кордовые автомодели представляют собой модель автомобиля сигарообразной формы, с двигателем внутреннего сгорания объёмом от 1,5 до 10 кубических сантиметров.
Кордовые модели движутся по специальному треку — кордодрому. Это бетонная беговая дорожка, составляющая около 20 метров в диаметре, ограждена по периметру невысоким бордюром и сетчатым забором, защищающих пилота и зрителей в случае аварии. Корд — стальная нить от 0,5 до 2,0 мм толщиной, с одного конца закрепляется на модели карабином, с другого крепится к центральному кордовому устройству — вертикальному стержню, на котором установлена вращающаяся планка на подшипнике, к которой прикреплен второй карабин. Пилот толкает свою модель, а помощник тем временем помогает модели разогнаться вращением корда. Когда модель набирает достаточную скорость, пилот становится на площадку над вращающейся планкой. По сигналу пилота начинается хронометраж. Модель должна пройти свою дистанцию с наименьшим временем. Стандартные дистанции — 500 м для моделей с ДВС, 25 м для резиномоторных, 250 м для электрических моделей. Помимо этого, могут проводиться марафоны длиной от 5 до 10 км.
На заре советского кордового автомоделизма (1950-е гг.) модели передвигались со скоростями от 30 до 50 км/ч, но уже в 1970-х была превышена планка в 300 км/ч.
Для участия в соревнованиях модели подразделяются на классы (введены с 2008 года):
- Класс 1: модели автомобиля с ДВС 1,5 см³ (рекорд 268,697 км/ч);
- Класс 2: модели автомобиля с ДВС 2,5 см³ (рекорд 285,711 км/ч);
- Класс 3: модели автомобиля с ДВС 3,5 см³ (рекорд  300,953 км/ч);
- Класс 3-B: модели автомобиля с ДВС 3,5 см³ (рекорд 273,562 км/ч);
- Класс 4: модели автомобиля с ДВС 5,0 см³ (рекорд 317,124 км/ч);
- Класс 5: модели автомобиля с ДВС 10,0 см³ (рекорд 347,490 км/ч).

## Трассовые автомодели
Трассовая автомодель — уменьшенная копия автомобиля (англ. "Slot car"), сделанная в масштабе 1:32 или 1:24, для соревнований на специальных трассах, имеющих паз на каждой дорожке движения модели. Модель не поворачивает сама, а следует вдоль дорожки, используя специальный механизм - направляющий флажок (токосъёмник). Задача участника соревнований состоит в управлении скоростью модели таким образом, чтобы за определённое время пройти наибольшее количество кругов, снижая скорость перед поворотом и ускоряясь на прямых.
Классы моделей всероссийских соревнований:
- F1-32 (Formula 1 – 1/32) — модель воспроизводит в масштабе 1:32 гоночный автомобиль, участвовавший в Чемпионате мира «Формула-1» в течение последних 10 лет.[1]
- ES-32 (Eurosport 1/32) — модель воспроизводит в масштабе 1:32 современные гоночные автомобили — прототипы групп LMP-1, LMP-2.[1]
- ES-24 (Eurosport 1/24) — модель воспроизводит в масштабе 1:24 современные гоночные автомобили — прототипы групп LMP-1, LMP-2.[1]
- Pr-24 (Production 1/24, G-12) — модель воспроизводит в масштабе 1:24 современные автомобили с закрытым кузовом, которые участвуют в чемпионатах по ралли, ралли-рейдам и шоссейно-кольцевым автогонкам (DTM, NASCAR и т.п.) за исключением спорт-прототипов.[1]
- Pr-32 (Production 1/32, Inter-32) — модель воспроизводит в масштабе 1:32 современные спортивные автомобили с закрытым кузовом, которые участвуют в Чемпионатах по ралли, ралли-рейдам и шоссейно-кольцевым гонкам (DTM, NASCAR и т.п.) за исключением спорт-прототипов.[1]

Главным регламентирующим органом России является Федерация автомодельного спорта России (ФАМС).
Международная национальная федерация по трассовым моделям называется ISRA (аббр. "International Slot Racing Association"). Чемпионаты мира по правилам ISRA проходят в классах: 1:24 Production, 1:32 Formula 1, 1:32 Eurosport, 1:24 Eurosport.

## Стендовые автомодели
Такие модели не имеют возможности самостоятельного передвижения, цель их создания — максимально точное воспроизведение всех деталей и особенностей оригиналов. Некоторые модели имеют высокую степень детализации, у них открываются двери, капот, крышка багажника, очень тщательно воспроизведено подкапотное пространство, интерьер и детали ходовой части.
Самые популярные масштабы стендовых моделей это 1:24 (Европа и Азия), 1:25 (Америка), но так же стендовые модели производятся в масштабах 1:16, 1:18, 1:24, 1:32.
При создании масштабной стендовой модели, как правило, за основу берется пластиковый набор, в котором уже есть все основные элементы модели, выполненные из пластика, и закрепленные на литниках. Далее заготовка дорабатывается, детали редактируются друг к другу, красятся и собираются воедино.